# XO-4
XO-4 (Koit) − gwiazda w gwiazdozbiorze Rysia, znajdująca się około 896 lat świetlnych od Słońca.
Jej wielkość gwiazdowa wynosi w przybliżeniu 11 magnitudo. Gwiazda nie jest widoczna z Ziemi gołym okiem, ale można ją zaobserwować przy użyciu małego teleskopu. Jest to żółto-biały karzeł, gwiazda ciągu głównego należąca do typu widmowego F5. Ma promień 1,55 razy większy niż Słońce i masę 1,32 M☉.

## System planetarny
Jedyną znaną planetą orbitującą wokół XO-4 jest XO-4 b (Hämarik). Należy ona do grupy tzw. gorących jowiszy. Została odkryta w 2008 roku metodą tranzytu przy użyciu teleskopu XO.

## Nazwa
Gwiazda ma nazwę własną Koit, oznaczającą „świt” w języku estońskim. Nazwa została wyłoniona w konkursie zorganizowanym w 2019 roku przez Międzynarodową Unię Astronomiczną w ramach stulecia istnienia organizacji. Uczestnicy z Estonii mogli wybrać nazwę dla tej gwiazdy. Spośród nadesłanych propozycji zwyciężyła nazwa Koit dla gwiazdy i Hämarik („zmierzch”) dla planety.